# Thüringer Landesfinanzdirektion
Die Thüringer Landesfinanzdirektion (LFD) stand im dreistufigen Aufbau der Thüringer Finanzverwaltung als verbindendes Glied zwischen dem Thüringer Finanzministerium als oberster Landesbehörde und den zwölf Finanzämtern des Freistaats. Die Thüringer Landesfinanzdirektion übte als Mittelbehörde die Dienst- und Fachaufsicht über die Finanzämter in Thüringen aus, in denen ca. 2.600 Bedienstete beschäftigt sind. 
Um seine Finanzverwaltung zu vereinfachen, löste Thüringen seine Landesfinanzdirektion zum 31. Dezember 2018 auf.

## Sitz und Dienststellen
Die Thüringer Landesfinanzdirektion hatte ihren Hauptsitz in Erfurt. Weitere Standorte bestanden in Gera, Nordhausen, Stadtroda und Suhl.

## Geschichte
Die Thüringer Landesfinanzdirektion ging zum 1. Februar 2006 aus der Oberfinanzdirektion Erfurt hervor.  
Um seine Finanzverwaltung zu vereinfachen, löste Thüringen seine Landesfinanzdirektion zum 31. Dezember 2018 auf. 

## Aufbau und Aufgaben
Die Thüringer Landesfinanzdirektion bestand aus 21 Referaten, die auf drei Abteilungen verteilt waren. Insgesamt waren in der Behörde rund 600 Bedienstete tätig (Stand 2017).
- In der Abteilung Steuern übten die nach Steuerarten gegliederten Referate die Fachaufsicht über die zwölf Thüringer Finanzämter aus und unterstützen diese bei ihrer täglichen Arbeit. Ihr Ziel war es, eine einheitliche Steuerfestsetzung und -erhebung sicherzustellen und den Finanzämtern in steuerlichen Detailfragen als kompetenter Ansprechpartner zur Seite zu stehen. Die Thüringer Landesfinanzdirektion war kein direkter Ansprechpartner für Anfragen der Bürger in steuerlichen Angelegenheiten. Weitere Referate waren für Personal- und Organisationsangelegenheiten sowie für die automationstechnische Unterstützung der Finanzämter und der Landesfinanzdirektion zuständig.

- Die Abteilung Bezüge war für die Besoldung, Versorgung und Beihilfe der ca. 31.100 Beamten und der etwa 9.700 Versorgungsempfänger sowie für die Vergütung der rund 25.700 Tarifbeschäftigten des Freistaats Thüringen zuständig. Zur Abteilung gehörte auch die Landesfamilienkasse, die unter der Fachaufsicht des Bundeszentralamts für Steuern die Festsetzung und Auszahlung des Kindergeldes für die Bediensteten des Freistaats Thüringen vornahm. In einem Referat war die Beihilfestelle des Freistaats Thüringen angesiedelt. Hier wurde für die Beamten und Versorgungsempfänger sowie deren Angehörige in Krankheits- und Pflegefällen Beihilfe als Ergänzung zu den laufenden Beamtenbezügen festgesetzt.

- Die Abteilung Allgemeine Finanzen hatte unterschiedliche Aufgabenschwerpunkte. In dieser Abteilung war die Landeshauptkasse angesiedelt, die für sämtliche Ein- und Auszahlungen aller Dienststellen Thüringens zuständig war. Das Kompetenzzentrum HAMASYS betreute als landesinterner Dienstleister den laufenden Betrieb des automatisierten Haushaltsmanagementsystems im Freistaat Thüringen. Zu den weiteren Aufgaben der Abteilung gehörten die Zuständigkeit für Fiskalerbschaften des Freistaats Thüringen, die zentrale Verwertung von beweglichem Landesvermögen und die Abwicklung von Schadenersatzansprüchen.

Auch der Zentrale Fahrdienst Thüringen war in die Thüringer Landesfinanzdirektion eingegliedert. 
Gleiches galt für die ehemaligen Ämter für offene Vermögensfragen, deren Aufgaben seit dem 1. Januar 2012 von der Thüringer Landesfinanzdirektion wahrgenommen wurden.